# Cosimo de' Medici
Cosimo de' Medici (27. september 1389 – 1. august 1464) var en italiensk bankmand, politiker og mæcen i bystaten Firenze.
Cosimo var søn af Giovanni de' Medici, som grundlagde Medici-banken i 1397. Han blev uddannet inden for de humanistiske videnskaber og var stærkt religiøs.
Cosimo de' Medici overtog ledelsen af banken ved sin fars død i 1420. Efter en magtkamp blev han forvist fra Firenze i 1433, men han fik tilladelse til at komme tilbage allerede året efter, da de offentlige finanser led uden Medicis bankvirksomhed i byen. Han var derefter den mægtigste mand i Firenze frem til sin død.
Bankens virksomhed blev kraftigt udvidet under de' Medicis ledelse, og filialer blev åbnet i blandt andet Genève, Milano, London og Brussel. Tidligere har banken haft kontorer i Rom, Venezia og Napoli. Formidling af betalinger til pavestolen var en vigtig del af virksomheden. Særlig i første del af de' Medicis liv gik banken strålende. Indtægterne fra banken blev blandt andet brugt til at købe støtte blandt befolkningen, hvilket sikrede de' Medicis politiske magt.
En stor del af de' Medicis indtægter blev brugt til sponsering af kunst, arkitektur og litteratur. Midler fra de' Medici bekostede blandt andet renovering af San Marco-klosteret i Firenze.